# Ащегульська сільська рада
Ащегу́льська сільська рада (рос. Ащегульский сельский совет) — сільське поселення у складі Михайловського району Алтайського краю Росії.
Адміністративний центр та єдиний населений пункт — село Ащегуль.

## Населення
Населення — 332 особи (2019; 424 в 2010, 642 у 2002).